# Selma Uamusse
Selma Uamusse (Maputo, 24 de Dezembro de 1981) é uma cantora moçambicana. Destacou-se pela sua carreira multifacetada, abrangendo vários géneros musicais, e pelas suas fortes influências da música tradicional moçambicana.

## Biografia
Nasceu em 24 de Dezembro de 1981, na cidade de Maputo.
Veio para Portugal em 1988. Inicialmente trabalhou como engenheira, mas depois enveredou definitivamente pela carreira musical, tendo cantado de forma profissional desde a sua adolescência. Estreou-se em 2018 com o álbum Mati, que foi apresentado em Portugal, em Espanha e no Brasil. Em 2020 apresentou um novo álbum, Liwoningo. Participou em diversas parcerias musicais, numa grande diversidade de géneros, como WrayGunn, Cacique’97, Gospel Collective, Rodrigo Leão, Nu Jazz Ensemble, Sean Riley, Buraka Som Sistema e Samuel Úria. Foi considerada pelo jornal Diário de Notícias como a artista principal na edição de 2014 do Festival Música do Mundo, organizado na localidade de Porto Covo, no Alentejo.
A sua carreira artística tem seguido um percurso muito diversificado, marcado principalmente pelas influências da música tradicional moçambicana, com utilização de ritmos e letras oriundos daquele país, além de instrumentos como o timbila e o mbira, em conjugação com música electrónica e outros géneros. A aproximação à música tradicional moçambicana está particularmente expressa nos seus dois primeiros álbuns, onde canta nas línguas do seu país natal. Com efeito, o título do seu primeiro álbum, Mati, é uma palavra no idioma changana, de Moçambique, que significa água.
Colaborou igualmente em produções de teatro, cinema e artes visuais, tendo em 2016 actuado na peça Ruínas, no Teatro São Luiz. e em 2022 na peça Passa-Porte de André Amálio. Colaborou igualmente na produção de Amores pós-coloniais, de André Amálio, que foi levada ao palco no Teatro Nacional D. Maria II, em 2019. No cinema, participou nos filmes Cabaret Maxime, de Bruno de Almeida, e Fogo, de Pedro Costa, enquanto que nas artes visuais destaca-se a sua colaboração na instalação de Ângela Ferreira. Também participou num debate durante o festival Music Industry Lisbon de 2023, onde discutiu um assunto de grande importância na indústria musical, os tours, e os seus efeitos na saúde mental dos artistas. Em 2019 foi a principal responsável pela organização do concerto de solidariedade Mão dada a Moçambique, emitido pela Rádio Televisão Portuguesa, para apoiar as regiões de Moçambique que tinham sido atingidas pelo Ciclone Idai, e que contou com a participação de mais de cinquenta artistas nacionais e internacionais.